# TSV 1860 Munich
Pour la section football, voir TSV 1860 Munich (football).
Le TSV 1860 Munich (en allemand Turn- und Sportverein München von 1860, abrégé en TSV München von 1860 ou simplement 1860 München) est un club omnisports allemand fondé le 17 mai 1860 et basé à Munich.

## Sections

### Football
La section football est fondée en 1899. Elle constitue, avec le Bayern Munich, l'un des deux clubs principaux de la ville.
Le TSV 1860 football est notamment vainqueur de la Coupe d'Allemagne de football 1942 et 1964, et remporte le Championnat d'Allemagne de l'Ouest 1965-1966.

### Gymnastique
La section gymnastique est la plus ancienne du club, fondée en 1860.

### Sports nautiques
La section sports nautiques est fondée en 1922. Elle compte une centaine de membres dans les années 2010.